# Adam A700
Bei dem Flugzeug Adam A700 handelt es sich um ein zweistrahliges Geschäftsreiseflugzeug in Tiefdeckerauslegung. Der Minijet – Very Light Jet – hat ein Startgewicht von weniger als 4540 kg.
Die beiden Strahltriebwerke sind hinten rechts und links an der Zelle montiert. Die doppelten Leitwerksträger sind durch das Höhenleitwerk miteinander verbunden. Die Maschine hat eine Druckkabine und ein einziehbares Fahrwerk und wird zu großen Teilen aus kohlenstofffaserverstärktem Kunststoff hergestellt. Die Maschine basiert zu ca. 80 % auf dem Entwurf der Adam A500. Der Prototyp flog erstmals am 28. Juli 2003.

## Technische Daten
| Kenngröße             | Daten                                                                    |
| --------------------- | ------------------------------------------------------------------------ |
| Länge                 | 12,38 m                                                                  |
| Spannweite            | 13,41 m                                                                  |
| Höhe                  | 2,89 m                                                                   |
| Kabinenlänge          | 4,87 m                                                                   |
| Kabinenbreite         | 1,37 m                                                                   |
| Kabinenhöhe           | 1,31 m                                                                   |
| Kabineninnendruck     | entspricht 2.400 m bei 12.500 m Flughöhe                                 |
| Reichweite            | 2.590 km                                                                 |
| Höchstgeschwindigkeit | 630 km/h                                                                 |
| Dienstgipfelhöhe      | 12.500 m                                                                 |
| Max. Startgewicht     | 3.175 kg                                                                 |
| Max. Zuladung         | 328 kg bei max. Treibstoffzuladung                                       |
| Piloten               | 2                                                                        |
| Max. Sitzplätze       | 8                                                                        |
| Triebwerke (2×)       | Mantelstromtriebwerk Williams FJ33-4A von je 545 kp (5,33 kN) Standschub |
| Tankkapazität         | 1.500 l                                                                  |

Siehe auch: Liste von Flugzeugtypen